# Cmentarze w Bydgoszczy

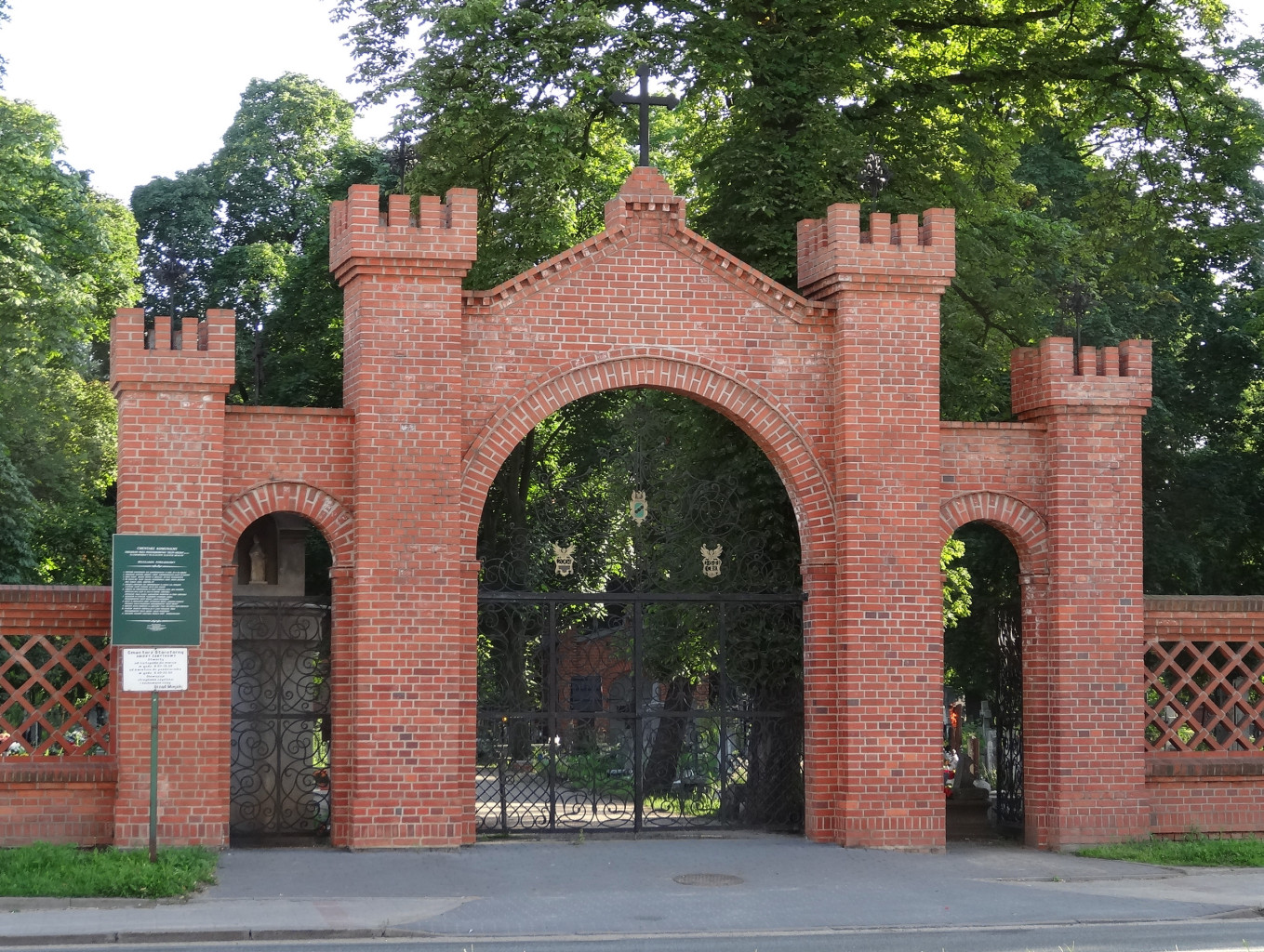
Brama cmentarza Starofarnego

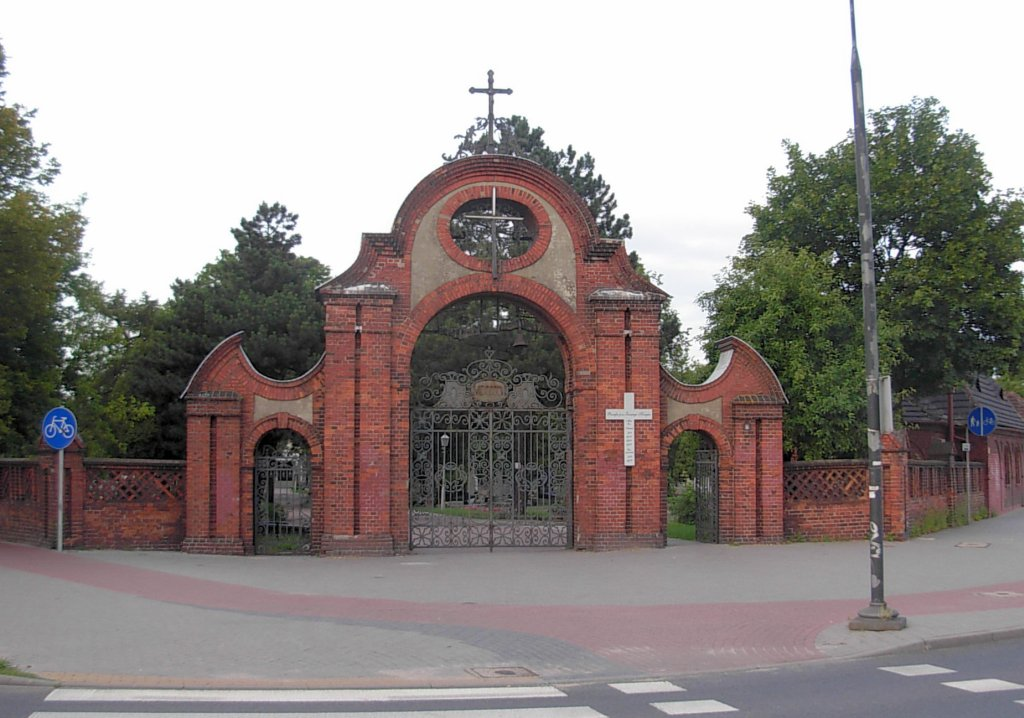
Brama cmentarza Nowofarnego

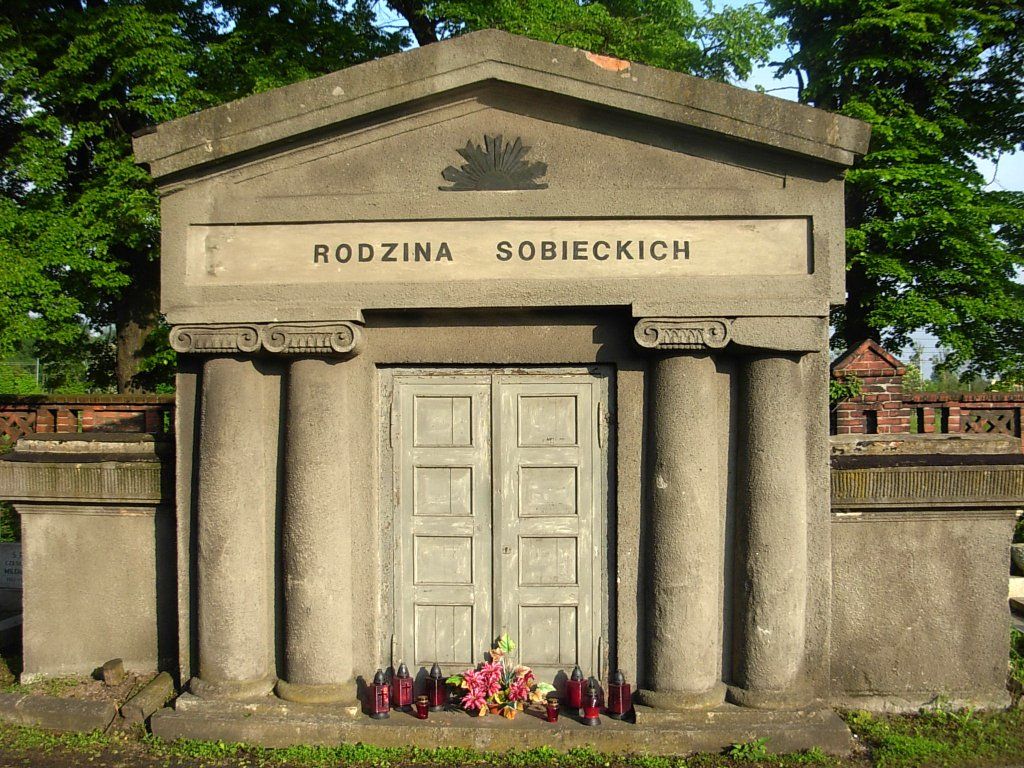
Grób rodzinny na cmentarzu Nowofarnym

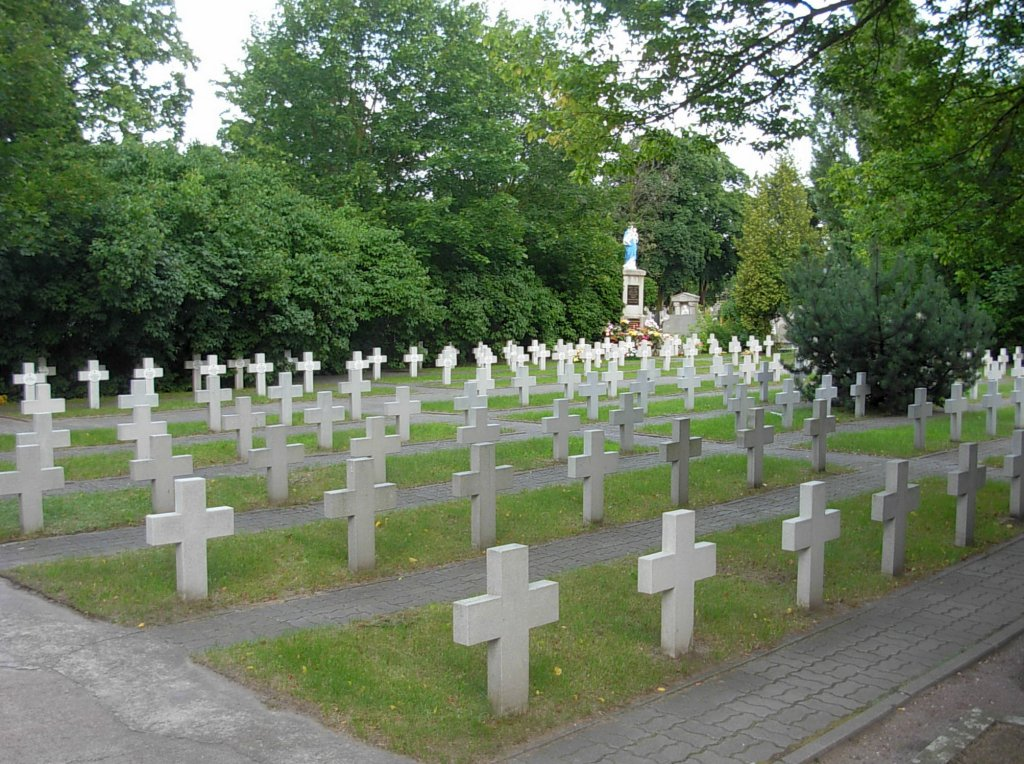
Kwatera poległych żołnierzy w wojnie polsko-bolszewickiej i w II wojnie światowej na cmentarzu Nowofarnym

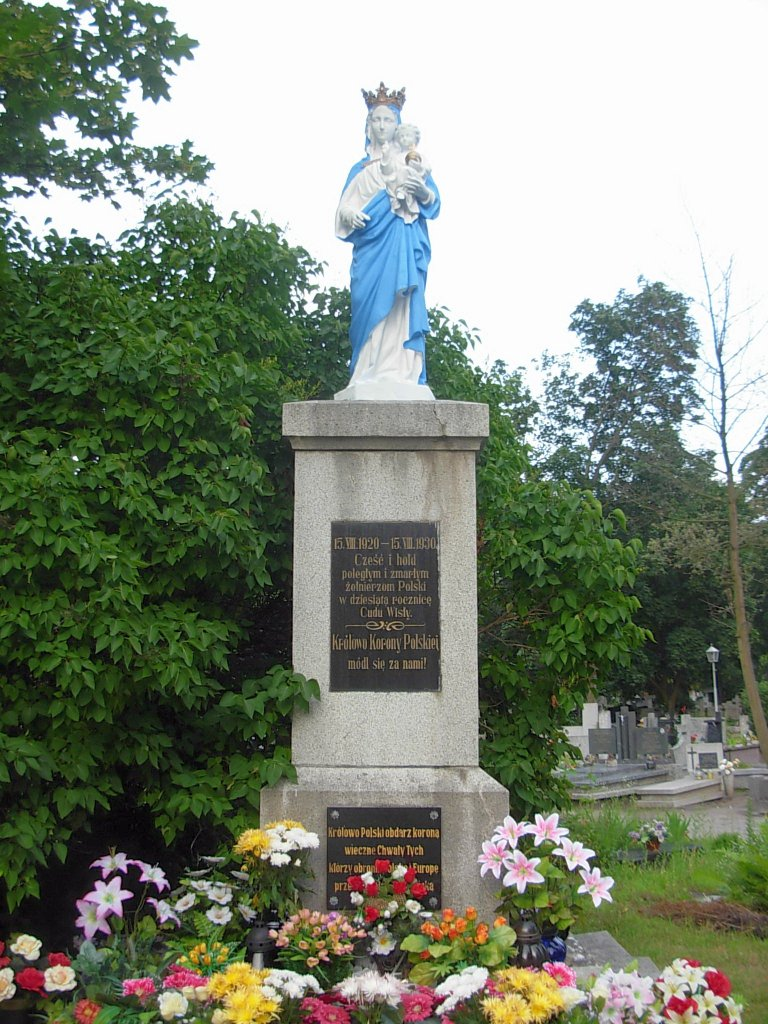
Pomnik Najświętszej Marii Panny Królowej Korony Polskiej na cmentarzu Nowofarnym

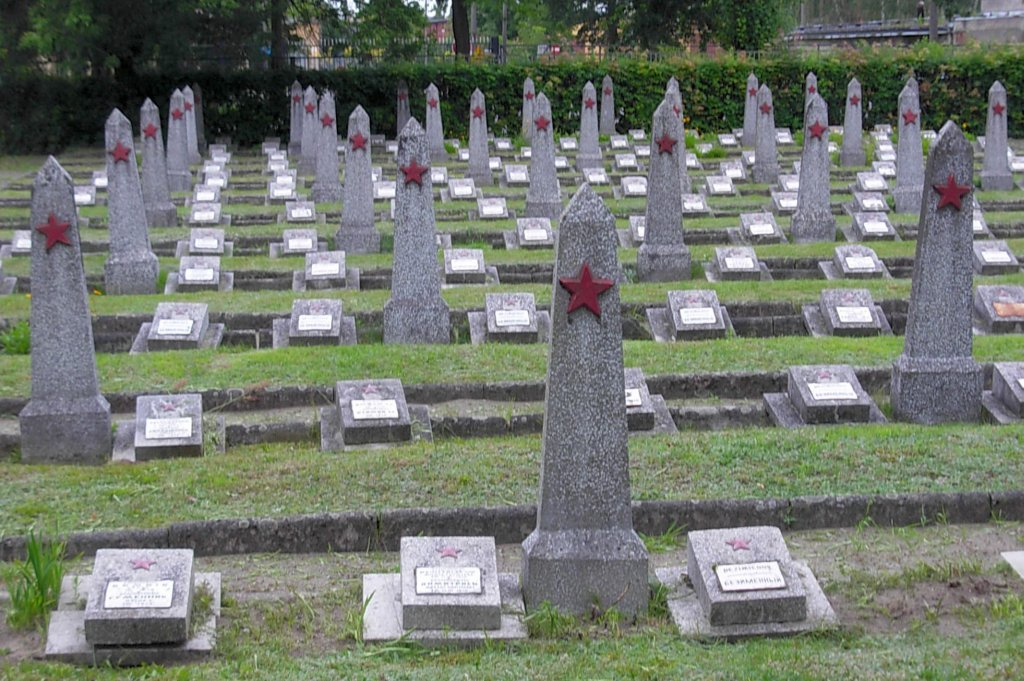
Kwatera żołnierzy radzieckich, poległych w walkach o wyzwolenie Bydgoszczy w styczniu 1945 r. na cmentarzu Nowofarnym

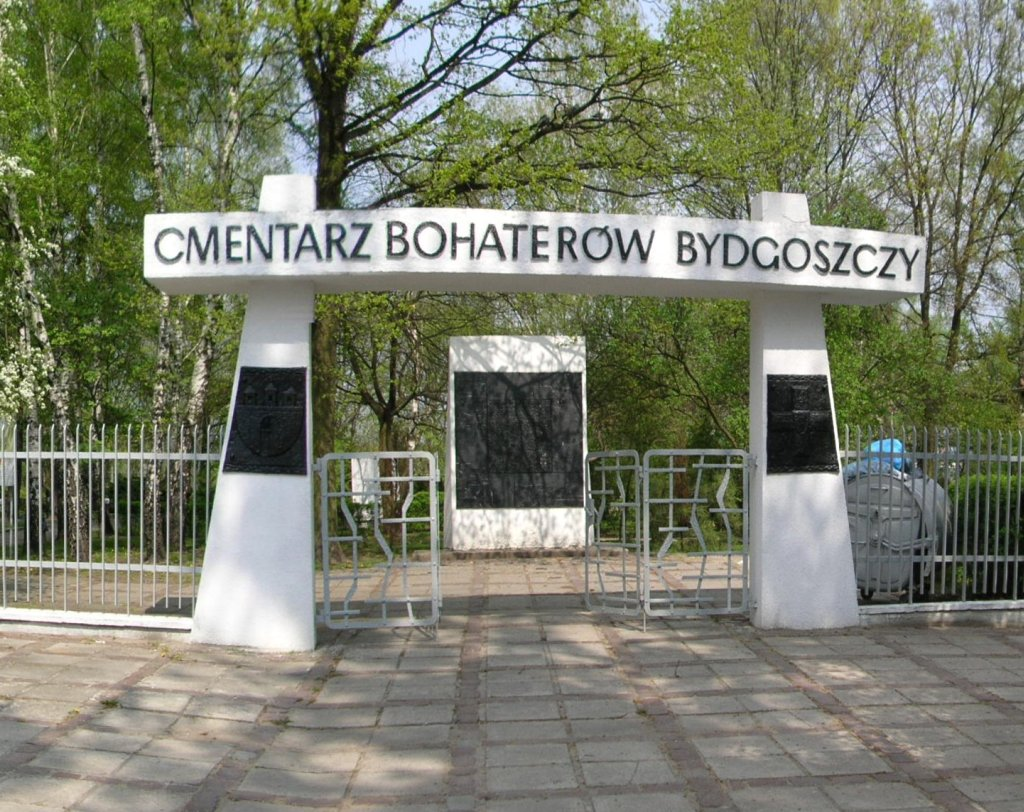
Brama Cmentarza Bohaterów Bydgoszczy

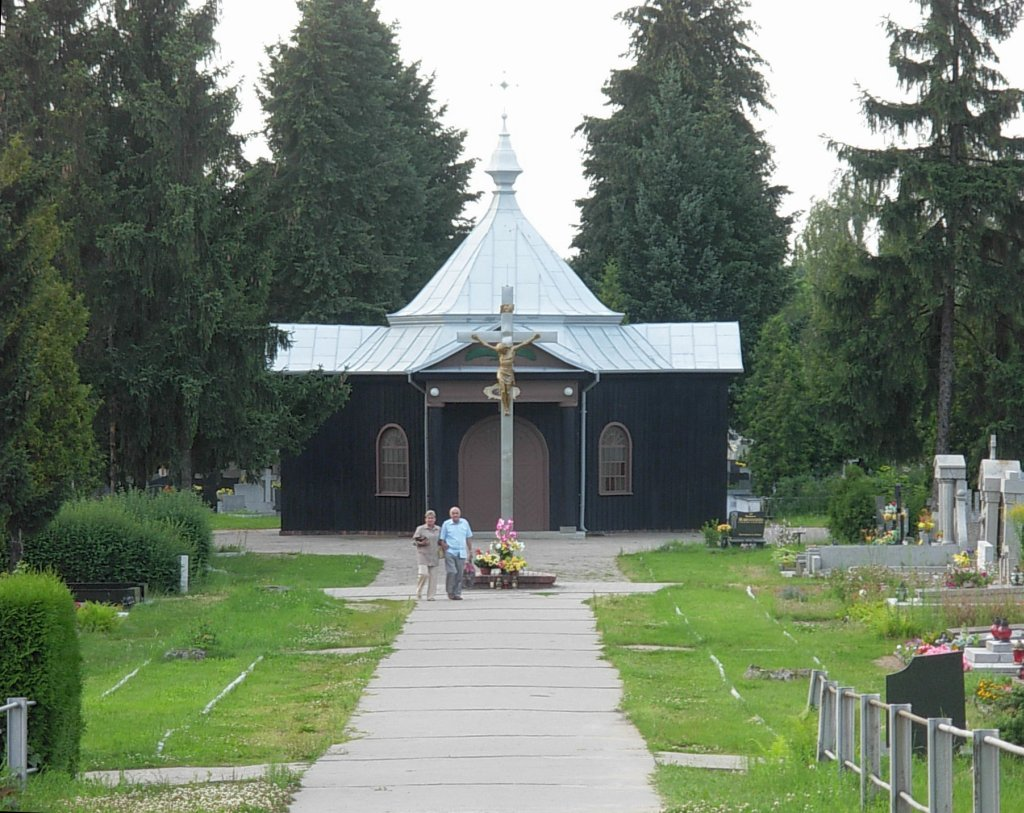
Cmentarz parafialny Najświętszego Serca Pana Jezusa z kaplicą z 1929 r.

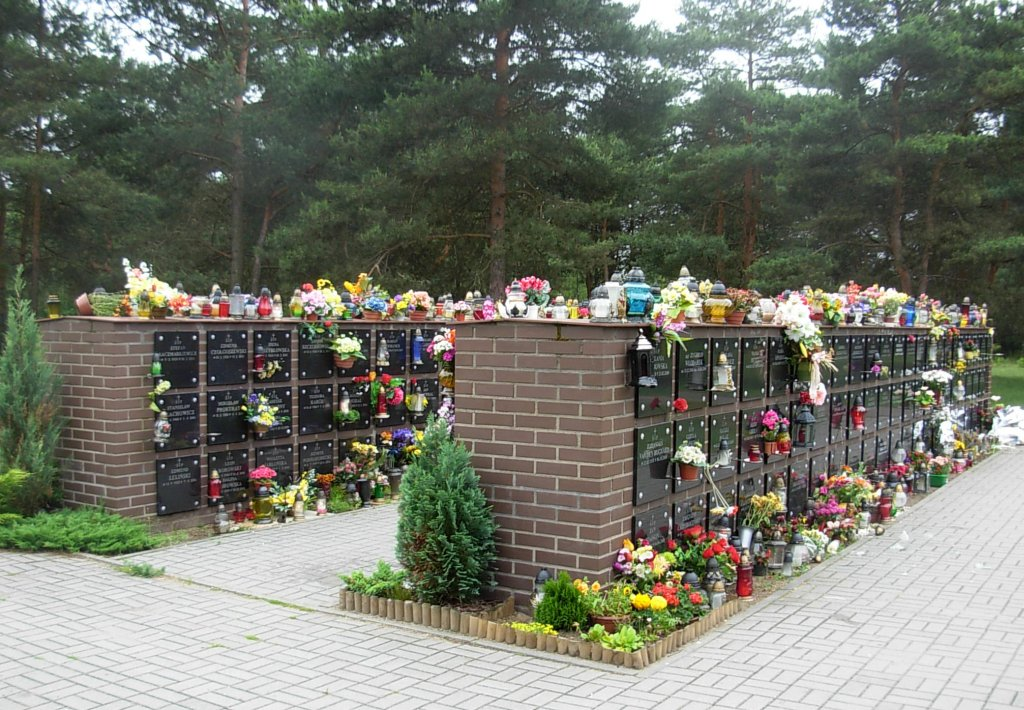
Kolumbarium na cmentarzu komunalnym ul. Wiślana

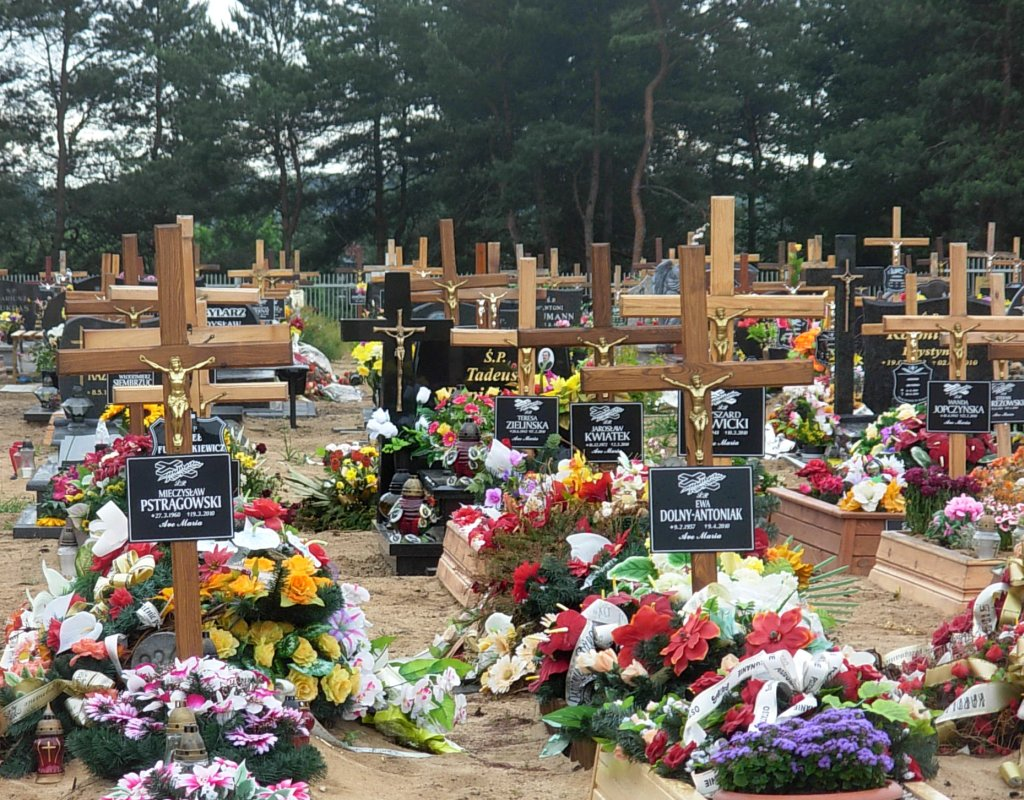
Nowe pochówki na cmentarzu komunalnym ul. Wiślana

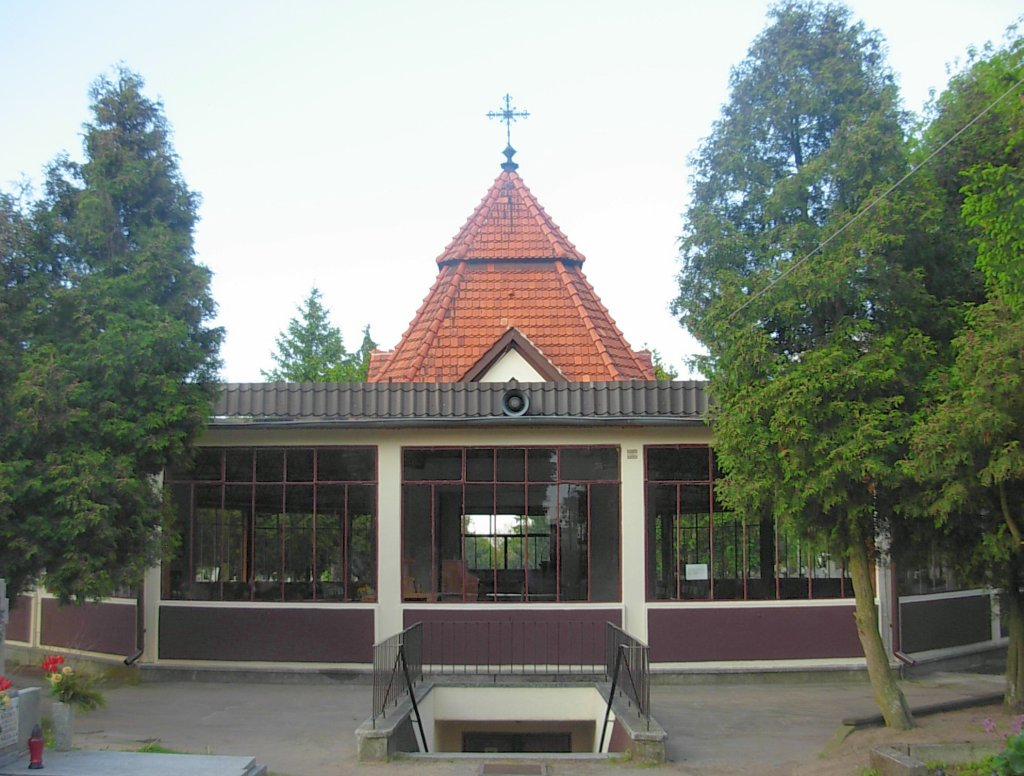
Kaplica na cmentarzu par. Trójcy Świętej

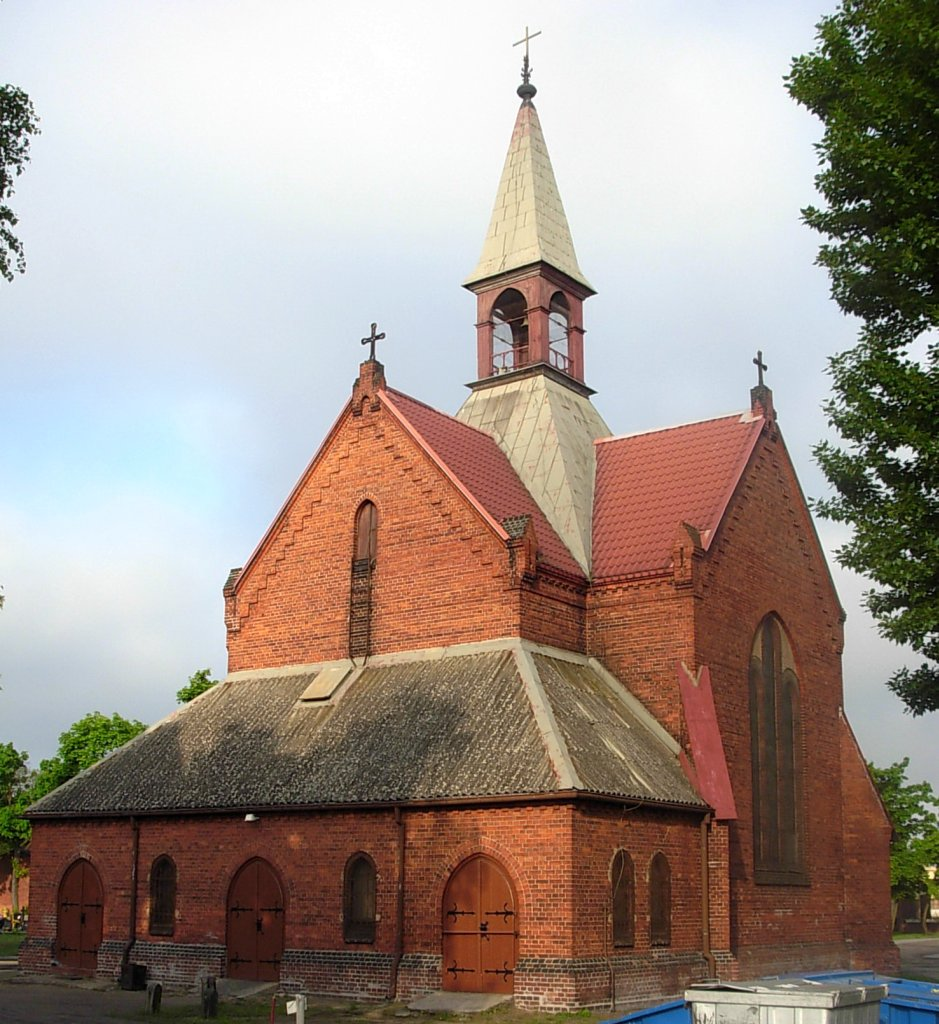
Kaplica na cmentarzu ewangelicko-augsburskim

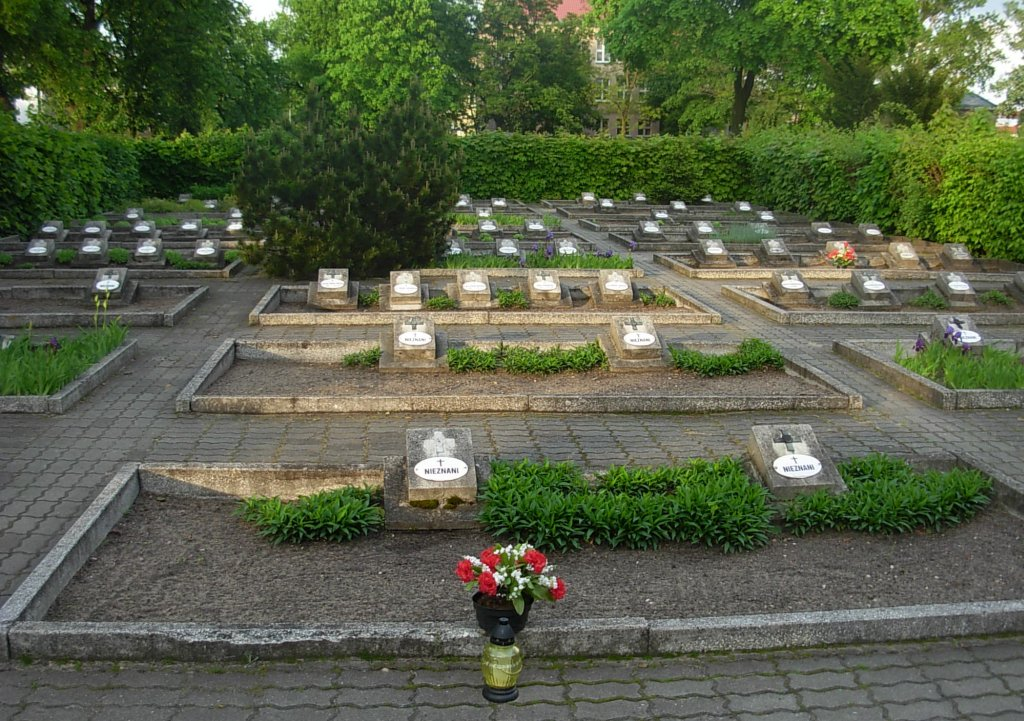
Kwatera wojenna na cmentarzu komunalnym przy ul. Kcyńskiej

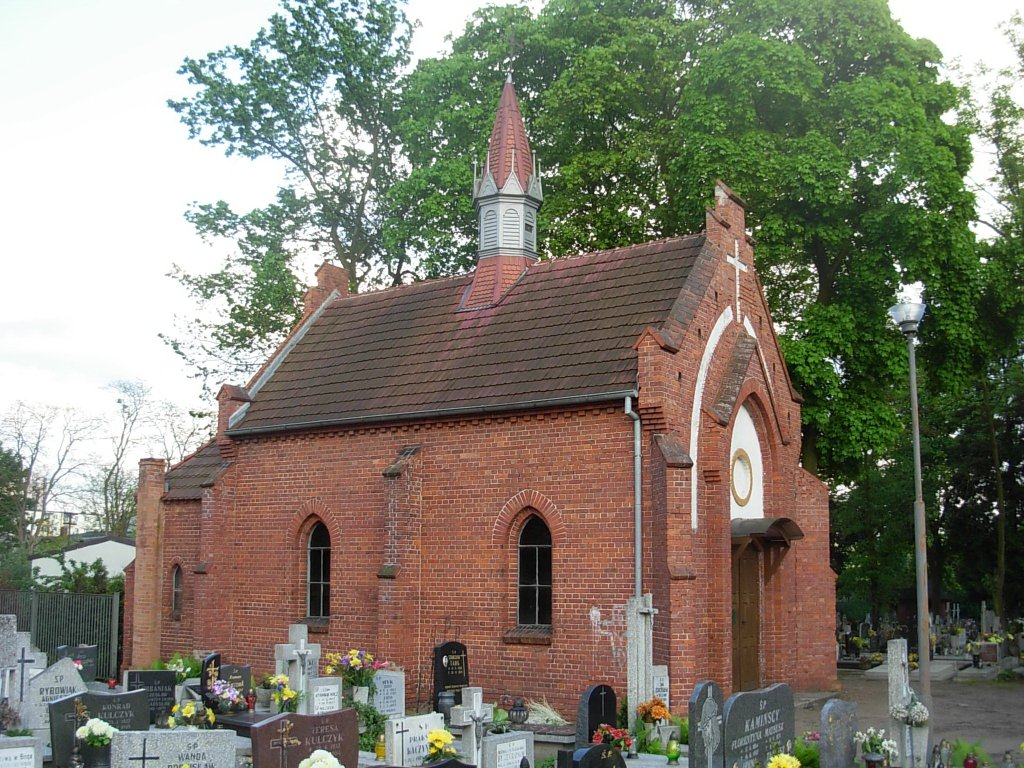
Na cmentarzu komunalnym przy ul. Lotników

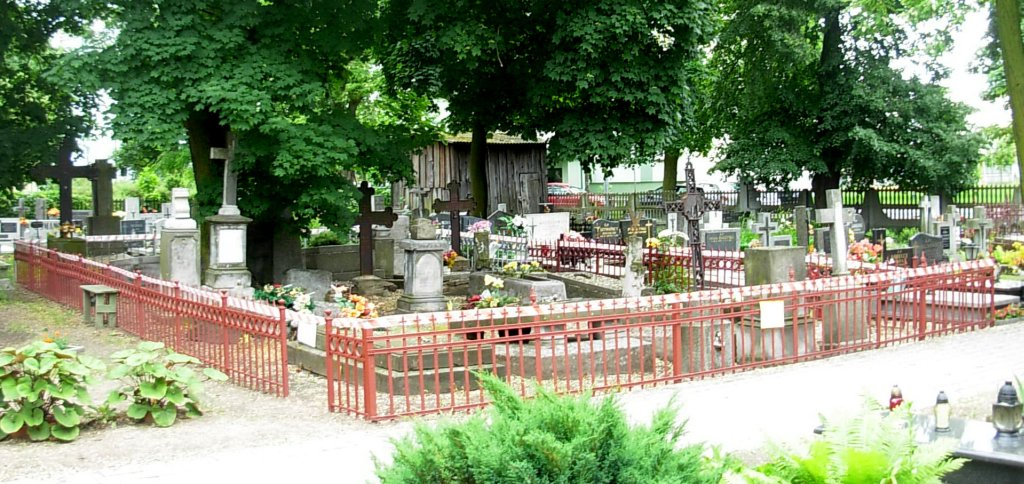
Lapidarium z nagrobkami z XIX wieku na cmentarzu św. Jana w Fordonie

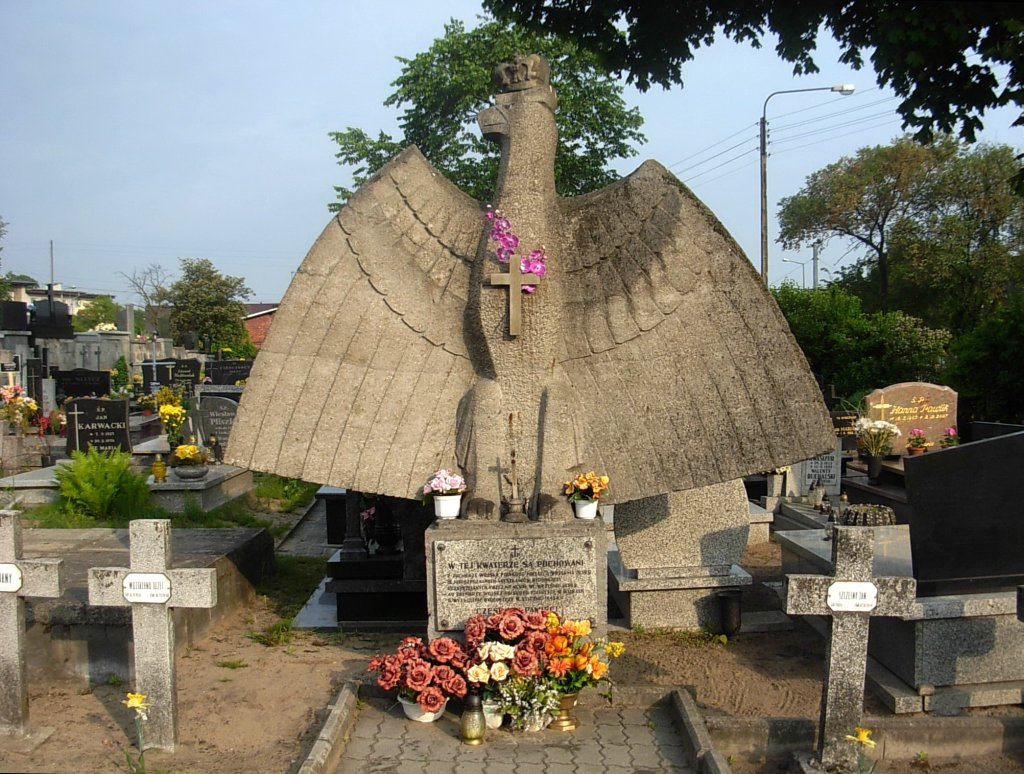
Kwatera żołnierska na cmentarzu św. Józefa

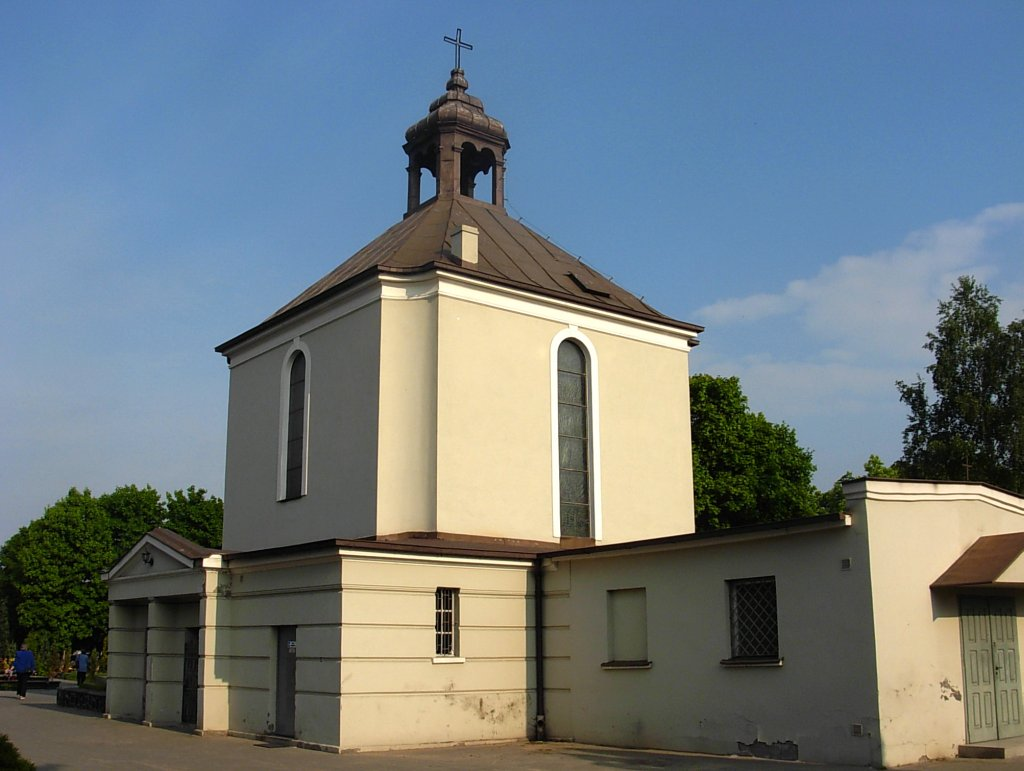
Kaplica z 1934 r. na cmentarzu św. Wincentego à Paulo

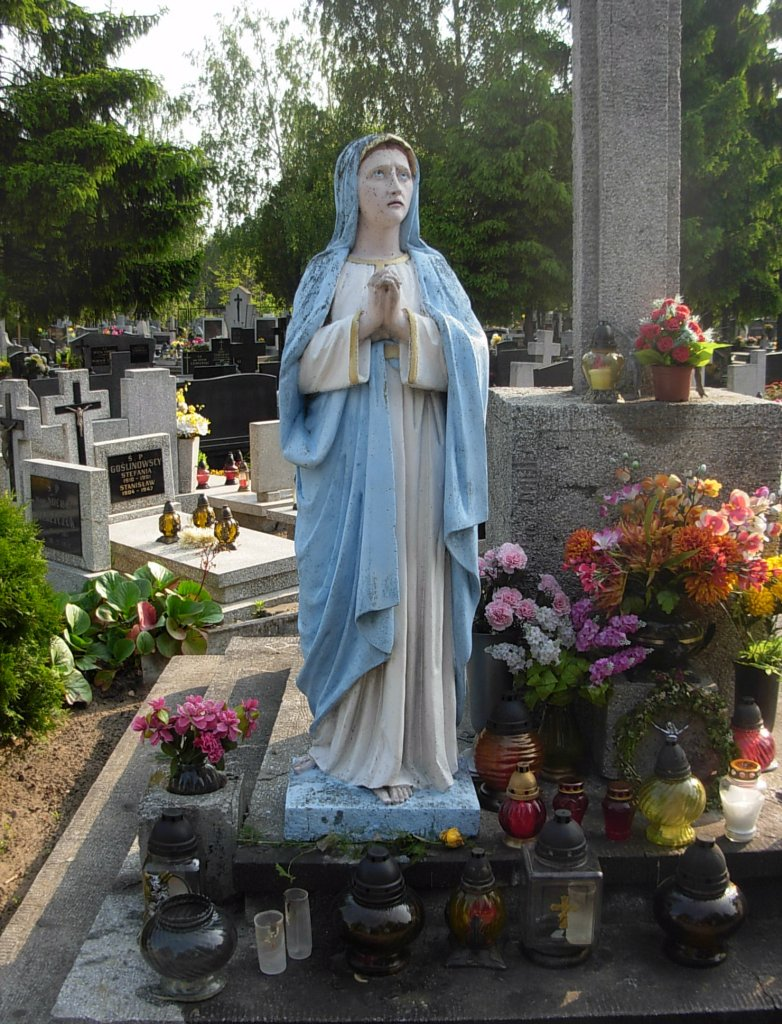
Figura Matki Bożej na cmentarzu św. Wincentego à Paulo

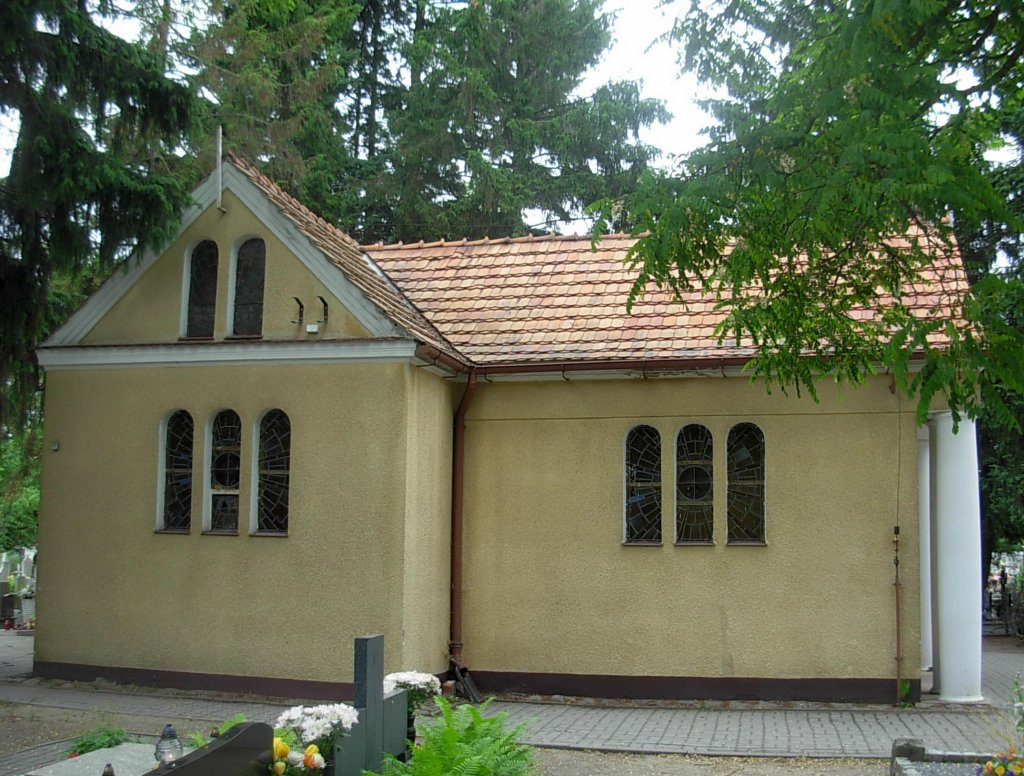
Kaplica z 1935 r. na cmentarzu św. Mikołaja

Cmentarze w Bydgoszczy stanowią istotny element przestrzeni miejskiej. Stanowią część historii miasta, a zarazem element miejskich terenów zieleni.
W 2008 r. na terenie Bydgoszczy znajdowało się 19 cmentarzy o powierzchni 98,9 ha. Natomiast służby miejskie utrzymują zieleń na ich terenie o powierzchni 74 ha, a w 2018 18 cmentarzy o łącznej powierzchni 93,9 ha. Pod względem liczby nekropolii Bydgoszcz zajmuje 7. miejsce spośród 18 miast wojewódzkich.

## Rys historyczny

### Cmentarze prehistoryczne
Najstarsze szczątki kostne w rejonie Bydgoszczy datowane są na epokę kamienia. Są one dowodem przebywania na terytorium Bydgoszczy reprezentantów określonych kultur archeologicznych. W epoce kamienia dominował obrządek szkieletowy, zaś od początków epoki brązu do epoki chrześcijaństwa przeważało ciałopalenie zmarłych, bądź składanie ich szczątków w grobach popielnicowych lub bezpopielnicowych. Najstarsze cmentarzyska na obszarze Bydgoszczy pochodzą z epoki brązu i związane są kulturą łużycką. Z tego okresu pochodzą m.in. cmentarzyska z Bielaw, Niecponia, Brdyujścia, Pałcza, natomiast z wczesnej epoki żelaza m.in. pochówki popielnicowe ze Śródmieścia, Czarnówka i Zamczyska. Jednym z najważniejszych pradziejowych stanowisk archeologicznych na terytorium Bydgoszczy jest cmentarzysko ciałopalne kultury łużyckiej z epoki brązu, odkryte w 1929 r. podczas prac kanalizacyjnych przy budowie Szpitala Miejskiego na Bielawach. Odkryto wówczas 500-600 grobów, datowanych na 1100-800 lat p.n.e., zawierających również pojedyncze elementy wcześniejsze i późniejsze. Cmentarzysko to zaliczało się do grupy większych i dłużej wykorzystywanych miejsc grzebalnych w epoce brązu na ziemiach polskich. Na terenie niemal całego miasta odkryto także liczne cmentarzyska kultury pomorskiej z przełomu okresu halsztackiego i lateńskiego (groby skrzynkowe, groby podkloszowe w Brdyujściu), z okresu rzymskiego oraz kultury wielbarskiej. Najstarszy grób wczesnośredniowieczny z VI-VII w. n.e. odkryto na osiedlu Pałcz w Fordonie.

### Okres staropolski
Pierwsze stałe cmentarze w Bydgoszczy powstały wraz z wprowadzeniem chrześcijaństwa i budową kościołów. W średniowieczu cmentarze takie istniały dowodnie przy:
- kościele św. Marii Magdaleny w Wyszogrodzie (Bydgoszczy) – od XII w.,
- kościele św. Idziego – od XIII w.,
- kościele farnym św. Marcina i Mikołaja – od połowy XIV w. do 1809 roku,
- kościele mariackim karmelitów – od początku XV w.,
- kaplicy szpitalnej Św. Ducha (od 1448 r.) na miejscu której zbudowano istniejący do dziś kościół Wniebowzięcia Najświętszej Marii Panny,
- kościele bernardynów – od 1485 r.,
- kościele św. Mikołaja – od początku XVI w.,
- kościele św. Trójcy – od początku XVI w.,
- kaplicy szpitalnej św. Krzyża – od XVI w.,
- kaplicy szpitalnej św. Stanisława – od XVI w.

Podczas remontu ulicy Focha w latach 2008–2009, dokonano badań archeologicznych na terenie dawnego cmentarza przy kościele mariackim karmelitów, istniejącego do końca XVIII wieku. Znaleziono w sumie 465 szkieletów. Zmarłych chowano w obrządku chrześcijańskim (głowami na wschód), bez trumien, owiniętych w całun. Badania wykazały, że najwięcej osób pochowanych zmarło w wieku 21-39 lat. Stwierdzono również wiele ciał zmarłych dzieci i kobiet w wieku rozrodczym.
Bydgoscy starostowie, wielmoże i patrycjusze byli pochowani w podziemiach kościoła farnego św. Marcina i św. Mikołaja (m.in. Stanisław Grzymała, Marcin Orłowita, Wojciech Łochowski, Mikołaj Czapski), a niektórzy w murach kościoła bernardynów (np. zm. w 1609 r. – sekretarz królewski Paweł Koszucki, starosta Zygmunt Denhoff) i jezuitów (np. zmarły w 1648 r. w Bydgoszczy starosta Franciszek Ossoliński – syn kanclerza wielkiego koronnego Jerzego Ossolińskiego). Z kolei w kościele klarysek znajduje się płyta nagrobna Zofii Anny z Rozdrażewa Smoszewskiej (zm. 1661). Przedstawicieli szlachty i mieszczan chowano również wewnątrz bydgoskiego Domku Loretańskiego oraz wokół niego na terenie otoczonym krużgankami. Szlachtę z Fordonu i okolic chowano natomiast w podziemiach kościoła św. Mikołaja, czego dowodem jest płyta nagrobna Łukasza Wybranowskiego herbu Poraj (zm. 1639), uczestnika wojen ze Szwecją i Rosją.
Prawdopodobnie poza obrębem murów miejskich istniały cmentarze epidemiczne, na których chowano ofiary zarazy, która dziesiątkowała ludność Bydgoszczy w latach 1623-1630 i 1708-1710. Jednym z nich był cmentarz na Biedaszkowie (obecnie lotnisko). W Fordonie istniał natomiast cmentarz żydowski, na którym chowano również Żydów mieszkających w Bydgoszczy.

### Okres zaborów 1772-1920
W 1772 r. Bydgoszcz została zajęta przez Prusy, w wyniku I rozbioru Polski.
W 1778 r. przy ul. Jagiellońskiej na obszarze 6,5 ha powstał najstarszy w mieście cmentarz ewangelicki. 2 października 1794 r. rozegrała się tzw. bitwa pod Bydgoszczą, w której brało udział wojsko polskie pod dowództwem gen. Jana Henryka Dąbrowskiego. Polegli żołnierze pruscy i polscy zostali pochowani przy kościele bernardynów.
W 1809 r. magistrat zakupił ziemię przy ul. Grunwaldzkiej w celu założenia cmentarza katolickiego. Od 1811 r., gdy władze pruskie wprowadziły zakaz chowania zmarłych katolików na cmentarzach przykościelnych i w podziemiach kościołów, głównymi miejscami pochówków w Bydgoszczy stały się dwa cmentarze: ewangelicki i katolicki.
Dla społeczności żydowskiej istniał w tym czasie osobny cmentarz w okolicach folwarku Gościszewo. Taki stan rzeczy istniał do końca XIX wieku. W ciągu kilkudziesięciu lat powstały nowe ewangelickie cmentarze parafialne w gminach podmiejskich, np. na Bielawach (1884), Błoniu (1892).
W początkach XX wieku Bydgoszcz liczyła ponad 50 tysięcy mieszkańców i katolicki cmentarz Starofarny nie był już w stanie pomieścić wszystkich zmarłych. W związku z tym proboszcz parafii farnej ks. Ryszard Markwart podjął w 1906 r. decyzję o założeniu nowego cmentarza katolickiego.
Zlokalizowany u zbiegu ulic Artyleryjskiej i Zaświat, cmentarz został nazwany Nowofarnym. Posiadał on powierzchnię 7,93 ha i w centralnym punkcie kaplicę pogrzebową, którą w 1984 r. zastąpiono świątynią parafialną pw. św. Krzyża. Cmentarz ten posiadał charakter elitarny, chowano na nim katolików polskich i niemieckich zamieszkałych głównie w centrum miasta. Założono w nim również kwatery żołnierzy i ofiar I wojny światowej, powstania wielkopolskiego, wojny polsko-bolszewickiej 1920 r., a także zwłoki jezuitów pochodzące z katakumb kościoła pojezuickiego na Starym Rynku.
U schyłku okresu pruskiego w Bydgoszczy i na przedmieściach włączonych do miasta w 1920 r. znajdowało się 5 cmentarzy katolickich, jeden żydowski, 14 Ewangelickiej Gminy Zjednoczonej, jeden gminy Ewangelicko-Augsburskiej oraz jeden cmentarz dla wszystkich wyznań.

### Okres międzywojenny 1920-1939
Po przejściu Bydgoszczy do odrodzonej Rzeczypospolitej, wobec stale wzrastającej liczby mieszkańców polskiego pochodzenia, pojawiła się potrzeba budowy nowych kościołów katolickich. W 1924 r. utworzono w mieście cztery nowe parafie: Świętej Trójcy, Najświętszego Serca Jezusa, Matki Boskiej Nieustającej Pomocy, św. Wincentego à Paulo, a w 1933 r. kolejną – parafię św. Antoniego z Padwy.
Nowe parafie zabiegały o tereny na założenie własnych cmentarzy. Parafia Świętej Trójcy uzyskała w 1932 r. 4 ha terenu u wylotu miasta przy ulicy Szubińskiej, uszczuplając w ten sposób pole do ćwiczeń ułańskich. Postanowiono, iż nowa nekropolia będzie również cmentarzem garnizonowym.
Parafia Najświętszego Serca Jezusa uzyskała teren na Jachcicach przy ul. Ludwikowo (1929 r.), Parafia Matki Boskiej Nieustającej Pomocy teren na Szwederowie, przy ul. Kossaka, Parafia św. Wincentego à Paulo zaadaptowała cmentarz na Bielawkach, zaś parafia św. Antoniego z Padwy urządziła w 1935 r. cmentarz na Czyżkówku. Nowy cmentarz powstał również przy kaplicy św. Stanisława na Siernieczku.
W 1939 r. w Bydgoszczy czynnych było 9 cmentarzy katolickich, jeden komunalny, jeden wojskowy, trzy ewangelickie, jeden ewangelicko-augsburski oraz jeden gminy żydowskiej. Powierzchnia wszystkich cmentarzy wynosiła 38 ha w 1926 roku, zaś w latach 1929–1939 – 60 ha.

### Okres okupacji 1939–1945
Podczas II wojny światowej cmentarze: Starofarny i Nowofarny, uważane przez tradycję lokalną za najważniejsze cmentarze Bydgoszczy, pełniły rolę ośrodków polskości i stały się świadkami doniosłych uroczystości patriotycznych. Na cmentarzu Nowofarnym ukrywano dzieła sztuki i przedmioty należące do osób rozstrzelanych przez hitlerowców. Oba cmentarze padły ofiarą zarządzenia o usuwaniu polskich napisów z nagrobków. Cenne okazy sztuki kamieniarskiej, a także płyty nagrobne zasłużonych Polaków, celem uchronienia ich przed zniszczeniem, zakopywano w ziemi. Hitlerowcy zniszczyli w tym czasie cmentarze żydowskie na terenie miasta.

### Okres po 1945
Po zakończeniu II wojny światowej założono kilka cmentarzy ofiar hitlerowskiego terroru. Najważniejszy z nich – Cmentarz Bohaterów Bydgoszczy założono w 1946 r. na Wzgórzu Wolności, w miejscu dawnej wieży Bismarcka.
Pochowano na nim zwłoki około 1200 mieszkańców Bydgoszczy, zamordowanych w czasie okupacji na terenie miasta, w Dolinie Śmierci, a także w pobliskich miejscowościach. Na istniejących cmentarzach powstały kwatery poległych żołnierzy polskich. Ofiary nalotów bombowych na Bydgoszcz z września 1939 r., mogiły żołnierzy Armii „Pomorze”, ofiary Gestapo i powojennej Służby Bezpieczeństwa i innych złożono na cmentarzu komunalnym przy ul. Kcyńskiej.
Tuż po wojnie, przy ulicy Artyleryjskiej, utworzono cmentarz komunalny, na którym pochowano żołnierzy radzieckich, poległych przy wyzwalaniu Bydgoszczy. Na tym cmentarzu byli chowani także działacze partyjni i państwowi PRL.
W 1947 r. na terenie miasta znajdowało się 10 katolickich cmentarzy parafialnych na obszarze 33 ha, 4 cmentarze komunalne na obszarze 10 ha, a także 2 cmentarze ewangelickie (przy ulicach Zaświat i Jagiellońskiej) na obszarze 16 ha. Na terenie cmentarza miejskiego przy ul. Szubińskiej istniał teren wydzielony dla pochówków żydowskich.
W 1964 r. Prezydium Miejskiej Rady Narodowej podjęło decyzje o zamknięciu trzech cmentarzy ewangelickich i dwóch katolickich.
W latach 1978–1979 zlikwidowano część cmentarza Starofarnego, w związku z modernizacją ulicy Grunwaldzkiej. Podczas prac dopuszczono się wielu szkód, m.in. zniszczono zabytkową kaplicę z XVII wieku.
Następstwem tych wydarzeń było powołanie Społecznego Komitetu Ratowania Zabytków Cmentarza Starofarnego, na czele którego stanął mgr inż. arch. Stefan Klajbor. Komitet ten uzyskał od władz wojewódzkich wpisanie cmentarza do rejestru zabytków, co nastąpiło 28 czerwca 1983 r. W latach 90. XX w. do rejestru zabytków wpisano kolejnych sześć cmentarzy: katolicki św. Jana (1991), komunalny na ul. Kcyńskiej (1993), katolicki św. Józefa (1993), katolicki św. Mikołaja (1993), ewangelicko-augsburski (1994), katolicki św. Stanisława (1995).
W 1986 r. ukończono budowę dużego cmentarza komunalnego, położonego na osiedlu Brdyujście. Jest on obecnie największą, miejską nekropolią, z którą wiążą się plany rozwojowe, m.in. jego powiększenie. Na cmentarzu tym, wkomponowanym w teren leśny, możliwe są pochówki urnowe w istniejącym kolumbarium
W latach 90. XX wieku rozpoczęto rewaloryzację starych nagrobków osób zasłużonych dla Bydgoszczy i regionu na cmentarzu Nowofarnym oraz renowację cmentarza Starofarnego. Prace te są wspomagane funduszami zbieranymi przez społeczeństwo Bydgoszczy w czasie Święta Zmarłych

## Cmentarze w Bydgoszczy

### Cmentarze komunalne
Cmentarze komunalne, razem z ponownie otwartym (1994 rok) zabytkowym cmentarzem Starofarnym, zajmują powierzchnię 30,6 hektarów. Pochowanych jest na nich 49 tys. osób.
Utrzymanie cmentarzy komunalnych na terenie miasta należy do Wydziału Gospodarki Komunalnej i Ochrony Środowiska Urzędu Miejskiego.
| Nazwa                            | Powierzchnia ha | Rok założenia | Adres                      | Liczba pochowanych w 1996 r. tys.          | Uwagi                                                              |
| Cmentarz Starofarny              | 1,9             | 1809          | ul. Grunwaldzka 15 (Okole) |                                            | jeden z dwóch najstarszych zachowanych cmentarzy w mieście, Strona |
| Cmentarz Komunalny ul. Wiślana   | 23,6            | 1986          | ul. Wiślana (Brdyujście)   | IV miejsce pod względem ilości pochowanych | największy cmentarz w Bydgoszczy, odnośnik                         |
| Cmentarz Komunalny ul. Kcyńska   | 2,8             | 1892          | ul. Kcyńska (Górzyskowo)   | 4,0                                        | odnośnik                                                           |
| Cmentarz Komunalny ul. Lotników  | 1,2             | 1934          | ul. Lotników (Błonie)      | 4,5                                        | odnośnik                                                           |
| Cmentarz Komunalny ul. Ludwikowo | 1,1             | 1920          | ul. Ludwikowo (Jachcice)   |                                            | odnośnik                                                           |

### Cmentarze wyznaniowe
W Bydgoszczy znajduje się 13 cmentarzy wyznaniowych, o łącznej powierzchni 65 hektarów, na których pochowanych jest ponad 154 tysiące zmarłych.
| Nazwa                                                                       | Pow. ha | Rok założenia | Adres                                  | Parafia                                                                 | Liczba pochowanych w 1996 r. tys. | Uwagi                                          |
| Cmentarz Parafialny Rzymskokatolicki św. Jana                               | 1,3     | 1782          | ul. Cechowa-Kryształowa (Stary Fordon) | parafia św. Jana Apostoła i Ewangelisty                                 | 1,0                               | najstarszy zachowany cmentarz w mieście        |
| Cmentarz Nowofarny                                                          | 11,9    | 1905          | ul. Artyleryjska 10 (Bocianowo)        | parafia katedralna przy kościele katedralnym pw. św. Marcina i Mikołaja | 30                                |                                                |
| Cmentarz Parafialny Rzymskokatolicki św. Wincentego à Paulo                 | 18,0    | 1884          | ul. Wyszyńskiego (Bielawy)             | parafia św. Wincentego à Paulo                                          | 35                                | drugi pod względem wielkości w mieście, Strona |
| Cmentarz Parafialny Rzymskokatolicki Matki Bożej Nieustającej Pomocy        | 3,5     | 1923          | ul. Kossaka (Szwederowo)               | parafia Matki Bożej Nieustającej Pomocy                                 | 6                                 |                                                |
| Cmentarz Parafialny Rzymskokatolicki św. Józefa                             | 1,3     | 1822          | ul. Toruńska 164 (Kapuściska)          | parafia św. Józefa Rzemieślnika                                         | 2,7                               |                                                |
| Cmentarz Parafialny Rzymskokatolicki św. Stanisława                         | 2,5     | 1926          | ul. Kapliczna 1 (Siernieczek)          | parafia św. Stanisława Biskupa                                          | 3,0                               |                                                |
| Cmentarz Parafialny Rzymskokatolicki św. Mikołaja                           | 1,9     | 1926          | ul. Piastowa 1 (Stary Fordon)          | parafia św. Mikołaja                                                    | 3,6                               |                                                |
| Cmentarz Parafialny Rzymskokatolicki Najświętszego Serca Jezusa             | 8,5     | 1929          | ul. Ludwikowo 2 (Bocianowo)            | parafia Najświętszego Serca Pana Jezusa                                 | 30                                | kaplica cmentarna: ul. Ludwikowo 2             |
| Cmentarz Parafialny Rzymskokatolicki Świętej Trójcy                         | 4,0     | 1933          | ul. Lotników 1 (Błonie)                | parafia Świętej Trójcy                                                  | 1,5                               |                                                |
| Cmentarz Parafialny Rzymskokatolicki św. Antoniego                          | 2,0     | 1935          | ul. Chojnicka-Podniebna (Czyżkówko)    | parafia św. Antoniego z Padwy                                           | 7,5                               |                                                |
| Cmentarz Ewangelicko-Augsburski                                             | 2,9     | 1945          | ul. Zaświat 6 (Bocianowo)              | parafia Ewangelicko-Augsburska                                          | 4,2                               |                                                |
| Cmentarz Parafialny Rzymskokatolicki Najświętszej Maryi Panny z Góry Karmel | 3,5     | 1983          | ul. Tańskich (Prądy)                   | parafia Najświętszej Maryi Panny z Góry Karmel                          | 1,5                               |                                                |
| Cmentarz Parafialny Rzymskokatolicki św. Maksymiliana Kolbe                 | 5,0     | 1987          | (Osowa Góra)                           | parafia św. Maksymiliana Kolbe                                          | 0,5                               |                                                |

### Cmentarze martyrologiczne
W Bydgoszczy znajdują się również cmentarze pamięci narodowej i kwatery pamiątkowe na cmentarzach komunalnych i wyznaniowych. Grabownictwem zajmuje się Urząd Miejski, a konserwacją tych obiektów, w jego imieniu i na zlecenie Przedsiębiorstwo „Zieleń Miejska” Spółka z o.o.
| Nazwa                                 | Powierzchnia ha | Rok założenia | Adres                                               | Liczba pochowanych |
| Cmentarz Bohaterów Bydgoszczy         | 0,7             | 1946          | ul. gen. S. Grzmota-Skotnickiego (Wzgórze Wolności) | 1200               |
| Cmentarz w Dolinie Śmierci            | 1,3             |               | ul. gen. Bołtucia (Fordon)                          | nieznana           |
| Cmentarz Bohaterów II Wojny Światowej | 1,2             | 1946          | ul. W. Baranowskiego (Smukała)                      | 814                |

### Kwatery żołnierskie na bydgoskich cmentarzach
Na terenie Bydgoszczy znajdują się groby ok. 3,5 tys. żołnierzy: polskich, rosyjskich i francuskich, poległych w wyniku działań wojennych, rozmieszczone w specjalnie urządzonych kwaterach na pięciu cmentarzach:
| Kwatera                                                                      | Cmentarz                             | Rok założenia | Liczba pochowanych | Uwagi |
| Kwatera żołnierzy francuskich                                                | Cmentarz Starofarny                  | 1871          | 23                 | jeńcy francuscy z wojny prusko-francuskiej 1870–1871 r., zmarli w karcerze przy ul. Długiej w Bydgoszczy od grudnia 1870 do kwietnia 1871 r. |
| Kwatera Żołnierzy z I wojny światowej                                        | Cmentarz Nowofarny                   | 1918          |                    | grób zbiorowy bez nagrobków |
| Kwatera Żołnierzy Rosyjskich                                                 | Cmentarz Komunalny (ul. Kcyńska)     | 1928          | 120                | jeńcy rosyjscy z I wojny światowej, zagłodzeni przez wojskowe władze pruskie w obozach na terenie Bydgoszczy |
| Kwatera Żołnierzy poległych w wojnie polsko-bolszewickiej w 1920 roku        | Cmentarz Nowofarny                   | 1920          | 226                | 6 powstańców wielkopolskich z 1919 r. oraz 220 uczestników wojny polsko-bolszewickiej z 1920 r.; od 1930 r. przy kwaterze stoi pomnik Królowej Korony Polskiej                                                                                        |
| Kwatera Żołnierzy Wojska Polskiego z okresu kampanii wrześniowej w 1939 roku | Cmentarz Komunalny (ul. Kcyńska)     | 1945          | 72                 | żołnierze Armii Pomorze, polegli lub zmarli z powodu odniesionych ran, ekshumowani z różnych miejscowości |
| Ofiary terroru hitlerowskiego                                                | Cmentarz Bohaterów Bydgoszczy        | 1946          | 1200               | cmentarz pamięci narodowej |
| Kwatera Żołnierzy Armii Radzieckiej                                          | Cmentarz Nowofarny – kwatera 0,61 ha | 1945          | 1409               | żołnierze Armii Czerwonej polegli w czasie wyzwalania Bydgoszczy oraz walk w okolicach miasta |
| Kwatera Żołnierzy Wojska Polskiego z 1945 roku                               | Cmentarz Nowofarny                   | 1946          | 129                | 35 mogił zbiorowych |
| Kwatera Żołnierzy Wojska Polskiego z II Wojny Światowej                      | Cmentarz św. Józefa (ul. Toruńska)   | 1997          | 69                 | 2 żołnierze Wojska Polskiego, polegli 3 września 1939 r., 18 nie rozpoznanych mieszkańców Bydgoszczy, rozstrzelanych przez Niemców we wrześniu 1939 r., 49 żołnierzy Wojska Polskiego, poległych w walkach o wyzwolenie Bydgoszczy w styczniu 1945 r. |
| Kwatera Żołnierzy Wojska Polskiego z 1945 roku                               | Cmentarz Komunalny (ul. Ludwikowo)   | 1995          | 171                | żołnierze I Armii Wojska Polskiego polegli w walkach o wyzwolenie Bydgoszczy i okolicy z okupacji niemieckiej w dniach 24-30 stycznia 1945 r. oraz zmarli w szpitalach z powodu odniesionych ran                                                      |
| Kwatera Żołnierzy Wojska Polskiego z 1945 roku                               | Cmentarz Komunalny (ul. Kcyńska)     | 1945          | 351                | żołnierze I Armii Wojska Polskiego z czasów walk o wyzwolenie Bydgoszczy |
| Symboliczna mogiła żołnierzy Armii Krajowej                                  | Cmentarz Komunalny (ul. Kcyńska)     | 1994          | 10                 | rozstrzelani w latach 1945–1949 żołnierze Armii Krajowej – ofiary terroru stalinowskiego |

### Cmentarze nieistniejące
Do grona nieistniejących cmentarzy w Bydgoszczy można zaliczyć wszystkie położone do XVIII wieku przy kościołach i kaplicach, w tym cmentarz przy kościele farnym. Nie istnieją także prawie wszystkie cmentarze ewangelickie, powstałe w XIX wieku, zaś część z nich przekształcono pod nekropolie komunalne i katolickie. Jeszcze w 1945 na terenie Bydgoszczy znajdowało się około 20 cmentarzy ewangelickich, które w większości zniknęły bez śladu (cztery na Bartodziejach, po dwa na Wilczaku, Szwederowie, Czyżkówku i w Fordonie, ponadto na Kapuściskach i Bielawach i w Opławcu. Wśród wielu nieistniejących cmentarzy w Bydgoszczy można wyróżnić m.in.:
- Cmentarz Ewangelickiej Gminy Zjednoczonej przy ul. Jagiellońskiej 31-33. Był to najstarszy cmentarz ewangelicki w Bydgoszczy otwarty w roku 1778, zwany później Staroewangelickim. Zlikwidowano go w latach 1955–1956. W jego miejscu urządzono park Ludowy im. Wincentego Witosa.
- Cmentarz Ewangelicko-Augsburski, zwany luterskim przy ul. Szubińskiej 101. Założono go w początkach XX w., zlikwidowano w 1955 roku. Ekshumacja zwłok na cmentarz ewangelicki przy ulicy Zaświat 6 odbywała się w sierpniu 1955 r.[13].
- Cmentarz Ewangelickiej Gminy Zjednoczonej przy ulicy Siedleckiej. Zamknięto go w 1925 roku. W jego miejscu znajduje się park[13].
- Cmentarze Gminy Żydowskiej. Pierwszy z cmentarzy założono w 1816 r. na Wzgórzu Dąbrowskiego, kolejny w 1874 r. przy ul. Szubińskiej. Oba zniszczyli hitlerowcy w 1940 roku, zaś ostateczna likwidacja nekropolii nastąpiła w latach 1947-1950[13].
- Ehrenheim przy ul. Powstańców Warszawy - miejsce pochówku niemieckich ofiar z 3 i 4 września 1939.

## Zasłużeni na bydgoskich cmentarzach
Spośród osób zasłużonych dla Bydgoszczy i regionu, najwięcej spoczywa na cmentarzu Nowofarnym, a następnie na cmentarzu Starofarnym i cmentarzu parafialnym św. Wincentego à Paulo.

## Potrzeby miasta w zakresie grzebalnictwa
W latach 1998–2008 średnio w roku umierało w Bydgoszczy 3536 osób. Na cmentarzach komunalnych chowa się rocznie około 1100 zmarłych osób. Plany miasta przewidują powiększenie powierzchni grzebalnej na cmentarzu komunalnym przy ulicy Wiślanej o 7 ha. Wobec protestów mieszkańców, zrezygnowano z budowy przy cmentarzu spopielarni zwłok. 20 kwietnia 2012 r. oddano do użytku obiekt tego typu przy ul. Łochowskiej 81 w Białych Błotach, którym dysponuje bydgoska Zieleń Miejska.